# 伊百六十五型潜水艦
伊百六十五型潜水艦（いひゃくろくじゅうごがたせんすいかん）は、大日本帝国海軍の潜水艦の艦級。海大V型（かいだいごがた）とも。同型艦3隻。1隻が事故で沈没、2隻が太平洋戦争で戦没した。

## 概要
1927年（昭和2年）度の予算で3隻が建造され、1932年（昭和7年）に竣工した。計画番号S29。海大4型の改良型であるが、船体形状は全く改められ、より推進効率の良い船型とした。主機は海大3型bと同じズルツァー式ディーゼルを搭載したが水上速力は0.5ノット増加している。
兵装は大きく変更されている。まず備砲が10cm高角砲とされ対水上、対空の両用を意図した。機銃は12mmに強化、水中聴音機はKチューブに変わってMV式水中聴音機をアメリカから輸入し装備した。魚雷兵装に変更はないが発射管は無気泡発射管を新たに装備している。

## 戦歴
伊67は訓練中に急速潜航に失敗して沈没して失われた。残りの二艦は太平洋戦争で通商破壊に従事し、オランダ潜水艦K XVIを沈めた。その後、伊166は1944年（昭和19年）に戦没。伊165は1945年（昭和20年）に回天攻撃隊に参加し撃沈された。伊165は商船8隻を撃沈しており、同じく8隻を撃沈した伊20と共に、撃沈隻数では日本潜水艦第5位にランクインしている。

## 同型艦
1942年（昭和17年）5月20日に改称、艦番に100を加えた。
- 伊号第百六十五潜水艦 ← 伊号第六十五潜水艦から改称
  - 1932年（昭和7年）12月1日竣工（呉海軍工廠）。1945年（昭和20年）6月27日マリアナ沖で航空機の爆撃を受け沈没。
- 伊号第百六十六潜水艦 ← 伊号第六十六潜水艦から改称
  - 1932年（昭和7年）11月10日竣工（佐世保海軍工廠）。1944年（昭和19年）7月17日マラッカ海峡で英潜テレマカスの攻撃で沈没。
- 伊号第六十七潜水艦
  - 1932年（昭和7年）8月8日竣工（三菱神戸[注釈 1]）。1940年（昭和15年）8月29日訓練中に急速潜航したが、そのまま沈没した。

## 潜水隊の変遷
伊165型は同型艦3隻からなるため、3隻で1個潜水隊を編成した。佐世保鎮守府に配備されたため、佐鎮の固有番号を与えられて第30潜水隊となった。

### 第三十潜水隊
昭和7年11月10日に呉鎮守府籍の伊67、佐世保鎮守府籍の伊66の2隻で編成。その後遅れて竣工した伊65を編入した。昭和15年8月29日に伊67が事故により失われ、残りの2隻は太平洋戦争に参加し、マレー作戦に参加した後、主にインド洋で活動した他、ミッドウェー海戦にも参加している。昭和19年3月25日に解隊された。
1932年(昭和7年)11月10日：伊66、伊67で編成。第30潜水隊司令三輪茂義中佐。第二艦隊第2潜水戦隊。
1932年(昭和7年)12月1日：竣工した伊65を編入。第一艦隊第1潜水戦隊。
1933年(昭和8年)11月15日：第30潜水隊司令八代祐吉大佐。第二艦隊第2潜水戦隊。
1934年(昭和9年)11月15日：伊65が予備艦となる。第30潜水隊司令山崎重暉大佐。
1935年(昭和10年)12月20日：第30潜水隊司令福沢常吉中佐。
1936年(昭和11年)12月1日：第30潜水隊司令伊藤尉太郎大佐。佐世保鎮守府部隊。
1937年(昭和12年)11月15日：第30潜水隊司令加藤与四郎中佐。
1937年(昭和12年)12月1日：伊66、伊67が予備艦となる。
1938年(昭和13年)9月20日：第30潜水隊司令福沢常吉中佐。
1938年(昭和13年)12月15日：第30潜水隊司令奥島章三郎中佐。
1939年(昭和14年)11月15日：第一艦隊第4潜水戦隊。
1940年(昭和15年)8月29日：南鳥島南方沖で伊67事故沈没(奥島司令殉職)。11月1日除籍。
1940年(昭和15年)9月28日：第30潜水隊司令大竹寿雄中佐。
1940年(昭和15年)11月15日：連合艦隊第5潜水戦隊に編入。
1941年(昭和16年)8月11日：第30潜水隊司令寺岡正雄中佐。
1942年(昭和17年)3月10日：解隊された第29潜水隊より伊64を編入。
1942年(昭和17年)4月10日：解隊された第28潜水隊より伊62を編入。
1942年(昭和17年)5月17日：九州南方沖で伊64戦没。7月14日除籍。
1942年(昭和17年)7月10日：第5潜水戦隊の解隊に伴い南西方面艦隊に編入。
1943年(昭和18年)1月5日：第30潜水隊司令大山豊次郎大佐。
1943年(昭和18年)10月9日：第六艦隊第8潜水戦隊に編入。
1943年(昭和18年)10月31日：第11潜水戦隊より呂111を編入。
1943年(昭和18年)11月10日：第11潜水戦隊より呂110を編入。
1943年(昭和18年)12月25日：第11潜水戦隊より呂112を編入。
1944年(昭和19年)1月7日：第30潜水隊司令高橋長十郎大佐。
1944年(昭和19年)1月31日：第11潜水戦隊より呂113を編入。
1944年(昭和19年)2月12日：ベンガル湾で呂110戦没。4月30日除籍。
1944年(昭和19年)2月20日：第11潜水戦隊より呂114を編入。
1944年(昭和19年)3月25日：解隊。伊162は呉防備戦隊に、伊165、伊166は第8潜水戦隊に、呂111、呂112、呂113、呂114は第51潜水隊にそれぞれ編入。第51潜水隊については第51潜水隊の項で記述する。
(1944年(昭和19年)7月17日：マラッカ海峡で伊166戦没。9月10日除籍。)
(1944年(昭和19年)12月15日：伊162、伊165、呉鎮守府部隊第19潜水隊に編入。以降は第19潜水隊の項で記述する。)